# Memories (DEENの曲)
「Memories」（メモリーズ）は、DEENの3rdシングル。
表題曲は、テレビ朝日系『ネオドラマ』主題歌。ボーカルの池森秀一が初めてA面シングルの作詞を初めて手がけた。
曲中のラップはコーラス扱いのため歌詞に記述がない。ライブで歌うことになった際、譜面にも残っていなかったため、池森は耳コピした。

## 収録曲
1. Memories
作詞:池森秀一・井上留美子　作曲:織田哲郎　編曲:葉山たけし
2. FOREVER
作詞･作曲:池森秀一　編曲:大島こうすけ
3. Memories(inst.)
4. FOREVER(inst.)

## 収録アルバム
Memories
- 『DEEN』
- 『SINGLES+1』
- 『DEEN PERFECT SINGLES +』
- 『DEEN The Best キセキ』※アレンジ、新録音して収録
- 『DEENAGE MEMORY -20周年記念ベストアルバム-』
- 『DEEN The Best FOREVER 〜Complete Singles +〜』

FOREVER
- 『DEEN』
- 『Another Side Memories〜Precious Best〜』

## 参加ミュージシャン
- 勝田かず樹(DIMENSION) - サックス
- 大黒摩季 - コーラス
- 生沢佑一(TWINZER) - コーラス
- 栗林誠一郎 - ラップ
- 青木智仁 - ベース